# Gretchen Rush
Gretchen Anne Rush (* 7. Februar 1964 in Pittsburgh, Pennsylvania), während ihrer Heirat Gretchen Magers, ist eine ehemalige US-amerikanische Tennisspielerin.

## Karriere
Rush konnte in ihrer Karriere insgesamt 3 WTA-Einzeltitel und 4 WTA-Doppeltitel gewinnen. 1992 beendete sie ihre Tenniskarriere. 1988 stand sie im Finale
des Mixed-Doppel der Wimbledon Championships. Sie verlor dieses mit Mixed-Partner Kelly Jones mit 1:6, 6:7 gegen die Paarung Zina Garrison / 
Sherwood Stewart.

## Persönliches
Rush heiratete am 19. Dezember 1986 Stephen Magers. Sie ist Mutter von Zwillingsmädchen (Kathryn Danielle und Morine Christine) die am 25. Juli 1996 geboren sind, und eines älteren Sohnes (Matthew).

## Erfolge

### Einzel
| Nr. | Datum            | Turnier     | Kategorie  | Belag           | Finalgegnerin    | Ergebnis |
| --- | ---------------- | ----------- | ---------- | --------------- | ---------------- | -------- |
| 1.  | 1. Februar 1987  | Auckland    | WTA        | Hartplatz       | Terry Phelps     | 6:2, 6:3 |
| 2.  | 24. Juli 1988    | Schenectady | WTA Tier V | Hartplatz       | Terry Phelps     | 7:6, 6:4 |
| 3.  | 15. Oktober 1989 | Moskau      | WTA Tier V | Teppich (Halle) | Natallja Swerawa | 6:3, 6:4 |

### Doppel
| Nr. | Datum              | Turnier | Kategorie    | Belag             | Partnerin    | Finalgegnerinnen                     | Ergebnis      |
| --- | ------------------ | ------- | ------------ | ----------------- | ------------ | ------------------------------------ | ------------- |
| 1.  | 22. Juli 1990      | Newport | WTA Tier III | Rasen             | Lise Gregory | Patty Fendick Anne Smith             | 7:6, 6:1      |
| 2.  | 30. September 1990 | Leipzig | WTA Tier III | Teppich (Halle)   | Lise Gregory | Manon Bollegraf Jo Durie             | 6:2, 4:6, 6:3 |
| 3.  | 7. Oktober 1990    | Moskau  | WTA Tier V   | Teppich (Halle)   | Robin White  | Olena Brjuchowez Jewgenija Manjukowa | 6:2, 6:4      |
| 4.  | 17. Februar 1991   | Aurora  | WTA Tier V   | Hartplatz (Halle) | Lise Gregory | Patty Fendick Lori McNeil            | 6:4, 6.4      |